# Hard Knock Life (Ghetto Anthem)
Singles de Jay-Z
"Can I Get A..."
(1998) "Money, Cash, Hoes"
(1998)
Hard Knock Life (Ghetto Anthem) est un single du rappeur Jay-Z sorti en 1998. C'est le 2e extrait de l'album Vol. 2... Hard Knock Life. Produit par Mark the 45 King, c'est un des meilleurs succès de Jay-Z dans les charts. Le single est ainsi certifié disque d'or en mars 1999 par la RIAA.
La chaîne de télévision américaine VH1 a classé la chanson 11e du classement des meilleures chansons de hip-hop.

## Sample
Le titre reprend la chanson "It's the Hard Knock Life" tirée de la comédie musicale Annie, créée à Broadway en 1977 par Charles Strouse et Martin Charnin.

## Single

### CDRoyaume-Uni
1. "Hard Knock Life (Ghetto Anthem)" (version radio)
2. "Can't Knock The Hustle" (Fools Paradise remix)
3. "Hard Knock Life (Ghetto Anthem)" (version album)

### Vinyle

#### Face A
1. "Hard Knock Life (Ghetto Anthem)" (version single clean)
2. "Hard Knock Life (Ghetto Anthem)" (version LP)

#### Face B
1. "Hard Knock Life (Ghetto Anthem)" (instrumentale)

## Classements

### Meilleures positions
| Classement (1998-1999)                     | Meilleure position |
| ------------------------------------------ | ------------------ |
| Australie (ARIA)                           | 31                 |
| Autriche (Ö3 Austria Top 40)               | 14                 |
| Belgique (Ultratop 50)                     | 11                 |
| Canada (RPM)                               | 19                 |
| Danemark (Tracklisten)                     | 6                  |
| France (SNEP)                              | 21                 |
| Allemagne (Media Control Charts)           | 5                  |
| Irlande (IRMA)                             | 9                  |
| Pays-Bas (Dutch Top 40)                    | 6                  |
| Nouvelle-Zélande (RIANZ)                   | 10                 |
| Norvège (VG-lista)                         | 4                  |
| Suède (Sverigetopplistan)                  | 6                  |
| Suisse (Schweizer Hitparade)               | 7                  |
| Royaume-Uni (Chart Information Network)    | 2                  |
| Billboard Hot 100                          | 15                 |
| Billboard Hot R&B/Hip-Hop Singles & Tracks | 10                 |
| Billboard Hot Rap Singles                  | 2                  |

### Classement de fin d'année
| Classement de fin d'année (1998) | Position |
| -------------------------------- | -------- |
| Billboard Hot 100                | 89       |